# باول جودوين
باول جودوين (بالهولندية: Paul Godwin)‏ هو موزع هولندي، ولد في 28 مارس 1902 في سوسنوفييتس في بولندا، وتوفي في 9 ديسمبر 1982 في أوترختسه هوفلروخ في هولندا.

## وصلات خارجية
- باول جودوين على موقع ديسكوغز (الإنجليزية)